# Роман Прохазка
Роман Прохазка (словац. Roman Procházka, нар. 14 березня 1989, Ясловське Богуніце) — словацький футболіст, півзахисник клубу «Вікторія» (Пльзень).
Виступав також за клуби «Спартак» (Трнава) та «Левскі», а також національну збірну Словаччини.

## Клубна кар'єра
У дорослому футболі дебютував 2006 року виступами за команду клубу «Спартак» (Трнава), в якій провів шість сезонів, взявши участь у 95 матчах чемпіонату. 
Сезон 2012–2013 провів у болгарському «Левскі», після чого знову повернувся до трнавського «Спартака»).
2014 року знову став гравцем «Левскі» року. Цього разу відіграв за команду з Софії наступні чотири сезони своєї ігрової кар'єри. Більшість часу, проведеного у складі «Левскі», був основним гравцем команди.
До складу чеського клубу «Вікторія» (Пльзень) приєднався 29 травня 2018 року у статусі вільного агента. Станом на 6 грудня 2018 року відіграв за пльзенську команду 13 матчів в національному чемпіонаті.

## Виступи за збірні
Протягом 2009–2010 років залучався до складу молодіжної збірної Словаччини. На молодіжному рівні зіграв у 12 офіційних матчах, забив 1 гол.
У 2011 і 2012 роках грав у складі національної збірної Словаччини.

## Досягнення
- Володар Кубка Словаччини (3):

Спартак (Трнава): 2021-22, 2022-23, 2024-25